# Camapuã
Camapuã is een gemeente in de Braziliaanse deelstaat Mato Grosso do Sul. De gemeente telt 13.532 inwoners (schatting 2009).

## Verkeer en vervoer
De plaats ligt aan de radiale snelweg BR-060 tussen Brasilia en Bela Vista. Daarnaast ligt ze aan de wegen MS-142, MS-338 en MS-422.

## Galerij

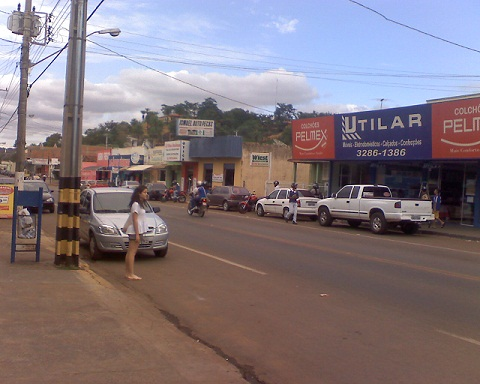
Rua Pedro Celestino
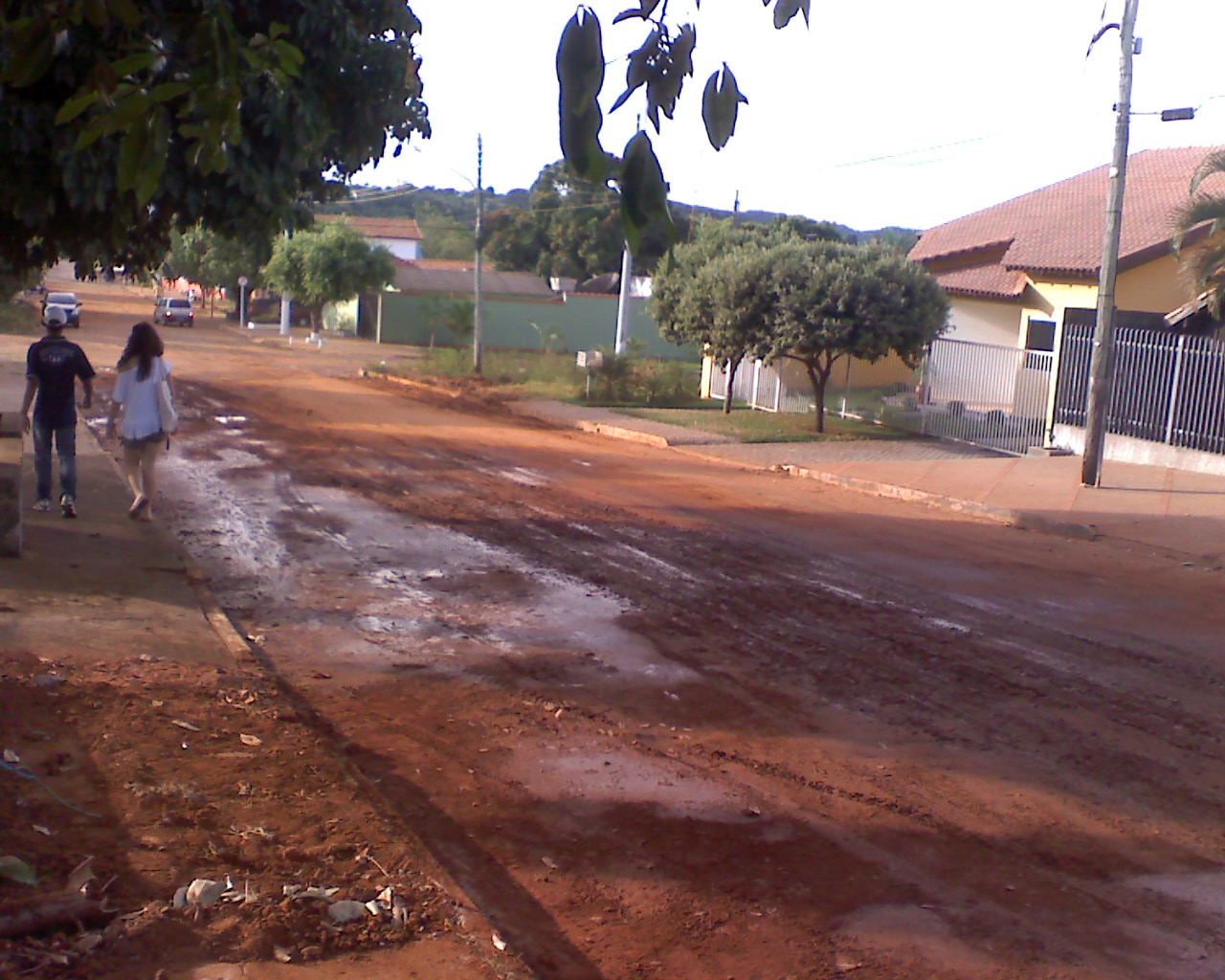
Rua Bonfim